# Dinah Washington
Dinah Washington, nacida como Ruth Lee Jones (Tuscaloosa, Alabama, 29 de agosto de 1924-Detroit, Míchigan, 14 de diciembre de 1963), fue una cantante estadounidense de rhythm and blues, jazz, blues.
Conocida por apelativos como La reina del blues, Queen D o Miss D, se trata de una de las mejores y principales voces femeninas de la música negra y considerada la cantante afrodescendiente más popular en los Estados Unidos de los años 1950. 
Ha influido en varias cantantes destacables de su generación, como Nancy Wilson, Esther Phillips y Diane Schuur. Dinah Washington expresó en sus letras y conciertos las aspiraciones y decepciones de la comunidad negra, siempre con un cierto humor sardónico.
El origen de su nombre es discutido; algunas fuentes indican que es obra del mánager del Garrick Stage Bar, uno de los clubes donde empezó a cantar; otras dicen que fue Lionel Hampton quien lo eligió.

## Biografía
Nacida en una familia con ciertos intereses musicales, su madre tocaba el piano en la St. Luke’s Baptist Church, con tres o cuatro años se traslada a Chicago y, posteriormente, se forma en el ambiente musical del góspel, tocando el piano y dirigiendo el coro de la iglesia. Con 15 años, gana un concurso aficionado en el Regal Theatre. Son los espirituales sus primeros intereses musicales, asociándose a un pionero del góspel como Sallie Martin en 1940 para acompañarle a lo largo de una gira. Después, empieza a actuar en nightclubs como pianista y cantante, comenzando en el Garrick Bar en 1942. Allí la escucha el mánager de jóvenes talentos Joe Glaser y se la recomienda a Lionel Hampton, quien la invita a unirse a su banda. Estuvo en ella entre 1943 y 1946 e hizo su debut en disco para Keynote a finales de 1943 en una sesión de blues organizada por Leonard Feather. La grabación fue un éxito y, con el tiempo, abandonó a Hampton para interpretar en solitario. Antes de que terminase el año, grabó tres sesiones en Los Ángeles para el sello Apollo antes de firmar con Mercury, con la que grabaría su primera sesión en enero de 1946. Con esta compañía se convertiría en una de las estrellas del rhythm and blues entre 1948 y 1955. Cantó blues, estándares, pop, etc. Grabó también muchas sesiones de jazz con big bands y pequeños combos, siendo las más memorables con Clifford Brown, Cannonball Adderley, Clark Terry, Ben Webster, Wynton Kelly y Joe Zawinul.
En 1959, consiguió un gran éxito en el mercado pop con "What a Diff'rence a Day Makes". El resto de su carrera se concentró en las baladas, respaldadas por una juvenil orquestación y grabadas para Mercury y Roulette, al estilo de Ray Charles. 

## Muerte
Dinah Washington se casó en seis ocasiones. Su sexto marido, el jugador de fútbol americano Dick "Night Train" Lane, la descubrió la mañana del 14 de diciembre de 1963 desplomada sin vida. El Dr. B.C. Ross la declaró muerta en el lugar a los 39 años. La autopsia indicó una fuerte presencia de barbitúricos en su cuerpo con una combinación letal de secobarbita y amobarbital con alcohol. Había recetas para su insomnio y dieta, que contribuyeron a su muerte. Está enterrada en el cementerio de Burr Oak en Alsip, Illinois.

## Estilo y voz
Su voz era potente y estridente, con un tono algo metálico y con un insistente vibrato; de absoluta claridad en la dicción, su entonación es la propia de una cantante de blues. Fue la primera estilista del mundo que se incorporó al canto góspel (como vocalista y pianista con los Sallie Martin Singers), lo que le permitió permear toda su carrera con estas raíces musicales. Su constante fluctuar estilístico ha sido uno de los aspectos que más se le ha censurado, al reprochársele el despilfarro de su talento vocal en productos comerciales y de baja calidad que, no obstante, le proporcionaron un enorme éxito popular. 

## Discografía

### Álbumes en estudio
Las grabaciones en negrita son las consideradas esenciales por la crítica
- 1950: Dinah Washington (MG-25260)
- 1950: Dynamic Dinah! - The Great Voice of Dinah Washington
- 1952: Blazing Ballads
- 1954: After Hours with Miss "D"
- 1954: Dinah Jams
- 1955: For Those in Love
- 1956: Dinah!
- 1956: In the Land of Hi-Fi
- 1956: The Swingin' Miss "D"
- 1957: Dinah Washington Sings Fats Waller
- 1958: Dinah Sings Bessie Smith
- 1958: Newport '58
- 1959: The Queen
- 1959: What a Diff'rence a Day Makes!
- 1959: Unforgettable
- 1960: The Two of Us (with Brook Benton)
- 1960: I Concentrate on You
- 1960: For Lonely Lovers
- 1961: September in the Rain
- 1962: Dinah '62
- 1962: In Love
- 1962: Drinking Again
- 1962: Tears and Laughter
- 1962: I Wanna Be Loved
- 1963: Back to the Blues
- 1963: Dinah '63
- 1963: This Is My Story
- 1964: In Tribute
- 1964: Dinah Washington (SR-25269)
- 1967: Dinah Discovered

### Sencillos
| Año  | Canción                                                                    | Pico de posición | Pico de posición | Pico de posición |
| Año  | Canción                                                                    | US               | US R&B           | UK               |
| ---- | -------------------------------------------------------------------------- | ---------------- | ---------------- | ---------------- |
| 1944 | "Salty Papa Blues"                                                         |                  | 8                |                  |
| 1944 | "Evil Gal Blues"                                                           |                  | 9                |                  |
| 1948 | "Ain't Misbehavin'"                                                        |                  | 6                |                  |
| 1948 | "West Side Baby"                                                           |                  | 7                |                  |
| 1948 | "Walkin' and Talkin' (And Crying My Blues Away)"                           |                  | 13               |                  |
| 1948 | "I Want to Cry"                                                            |                  | 11               |                  |
| 1948 | "Resolution Blues"                                                         |                  | 15               |                  |
| 1948 | "Am I Asking Too Much"                                                     |                  | 1                |                  |
| 1948 | "It's Too Soon To Know"                                                    |                  | 2                |                  |
| 1949 | "You Satisfy"                                                              |                  | 8                |                  |
| 1949 | "Baby Get Lost"                                                            |                  | 1                |                  |
| 1949 | "Good Daddy Blues"                                                         |                  | 9                |                  |
| 1949 | "Long John Blues"                                                          |                  | 3                |                  |
| 1950 | "I Only Know"                                                              |                  | 3                |                  |
| 1950 | "It Isn't Fair"                                                            |                  | 5                |                  |
| 1950 | "I Wanna Be Loved"                                                         | 22               | 5                |                  |
| 1950 | "I'll Never Be Free"                                                       |                  | 3                |                  |
| 1950 | "Time Out For Tears"                                                       |                  | 6                |                  |
| 1951 | "Harbor Lights"                                                            |                  | 10               |                  |
| 1951 | "My Heart Cries for You"                                                   |                  | 7                |                  |
| 1951 | "I Won't Cry Anymore"                                                      |                  | 6                |                  |
| 1951 | "Cold, Cold Heart"                                                         |                  | 3                |                  |
| 1952 | "Wheel of Fortune"                                                         |                  | 3                |                  |
| 1952 | "Tell Me Why"                                                              |                  | 7                |                  |
| 1952 | "Trouble in Mind"                                                          |                  | 4                |                  |
| 1952 | "New Blowtop Blues"                                                        |                  | 5                |                  |
| 1953 | "TV Is the Thing (This Year)"                                              |                  | 3                |                  |
| 1953 | "Fat Daddy"                                                                |                  | 10               |                  |
| 1954 | "I Don't Hurt Anymore"                                                     |                  | 3                |                  |
| 1954 | "Dream"                                                                    |                  | 9                |                  |
| 1954 | "Teach Me Tonight"                                                         | 23               | 4                |                  |
| 1955 | "I Concentrate on You"                                                     |                  | 11               |                  |
| 1955 | "I Diddle"                                                                 |                  | 14               |                  |
| 1955 | "If It's the Last Thing I Do"                                              |                  | 13               |                  |
| 1955 | "That's All I Want from You"                                               |                  | 8                |                  |
| 1955 | "You Might Have Told Me"                                                   |                  | 14               |                  |
| 1956 | "I'm Lost Without You Tonight"                                             |                  | 13               |                  |
| 1956 | "Soft Winds"                                                               |                  | 13               |                  |
| 1958 | "Make Me a Present of You"                                                 |                  | 27               |                  |
| 1959 | "What a Difference a Day Made"                                             | 8                | 4                |                  |
| 1959 | "Unforgettable"                                                            | 17               | 15               |                  |
| 1960 | "Baby (You've Got What It Takes)" (with Brook Benton)                      | 5                | 1                |                  |
| 1960 | "A Rockin' Good Way (To Mess Around and Fall in Love)" (with Brook Benton) | 7                | 1                |                  |
| 1960 | "This Bitter Earth"                                                        | 24               | 1                |                  |
| 1960 | "Love Walked In"                                                           | 30               | 16               |                  |
| 1960 | "It Could Happen to You"                                                   | 53               |                  |                  |
| 1961 | "September in The Rain"                                                    | 23*              | 5                | 35               |
| 1962 | "Tears and Laughter"                                                       | 71*              |                  |                  |
| 1962 | "Cold, Cold Heart" (new version of 1951 hit)                               | 96               |                  |                  |
| 1962 | "Dream" (new version of 1954 hit)                                          | 92               |                  |                  |
| 1962 | "I Want to Be Loved" (new version of 1950 hit)                             | 76               |                  |                  |
| 1962 | "Where Are You"                                                            | 36*              |                  |                  |
| 1962 | "You're a Sweetheart"                                                      | 98               |                  |                  |
| 1962 | "You're Nobody 'Til Somebody Loves You"                                    | 87               |                  |                  |
| 1963 | "Soulville"                                                                | 92               |                  |                  |
| 1992 | "Mad About the Boy"                                                        |                  |                  | 41               |